# Bojana Novaković
Bojana Novaković (in serbo Бојана Новаковић?; Belgrado, 17 novembre 1981) è un'attrice serba naturalizzata australiana.

## Biografia
Bojana Novakovic partì dalla Jugoslavia con i suoi genitori per l'Australia quando aveva sette anni.
Studiò presso il McDonald College di Sydney e si laureò presso il NIDA in arte drammatica nel 2002.
Inizialmente voleva diventare un'assistente sociale o fare il medico. La motivazione che la spinse a intraprendere la carriera di attrice fu quella di diventare come la principessa Grace Kelly: a dodici anni apparve nella sua prima commedia. All'età di quindici anni fu lanciata nel suo primo film.
Parla fluentemente la lingua serba e lavora come interprete professionale per il teatro e per il cinema. È stata una ginnasta e ha prestato attività di volontariato per i rifugiati in Australia.
Nel 2003 Novakovic interpreta Randa in Marking Time, una miniserie dell'Australian Broadcasting Corporation, per cui riceve un AFI Award per "Best Actress in a Leading Role in a Television Drama or Comedy"; ritorna in un ruolo televisivo nel 2007, interpretando per la Showtime Australia la giovane escort di nome Tippi, nella serie televisiva Satisfaction. Fra i suoi film vi sono Blackrock, Strange Fits of Passion, Solo, The Monkey's Mask, Thunderstruck, il film in lingua serba Optimisti, Drag Me to Hell, Sette anime e Fuori controllo.
Ha fatto qualche piccola apparizione teatrale in Criminology, Eldorado, The Female of The Species, Death Variations, Loveplay, Away e Romeo and Juliet ed ha avuto un ruolo in programmi televisivi quali Satisfaction, The Cooks, Wildside, Water Rats, Heartbreak High e Murder Call.

## Filmografia

### Cinema
- Blackrock, regia di Steven Vidler (1997)
- Strani attacchi di passione (Strange Fits of Passion), regia di Elise McCredie (1999)
- La maschera di scimmia (The Monkey's Mask), regia di Samantha Lang (2000)
- Thunderstruck, regia di Darren Ashton (2004)
- Solo, regia di Morgan O'Neill (2006)
- Optimisti, regia di Goran Paskaljević (2006)
- Sette anime (Seven Pounds), regia di Gabriele Muccino (2008)
- Drag Me to Hell, regia di Sam Raimi (2009)
- Fuori controllo (Edge of Darkness), regia di Martin Campbell (2010)
- Šišanje, regia di Stevan Filipovic (2010)
- Devil, regia di John Erick Dowdle (2010)
- Burning man, regia di Jonathan Teplitzky (2011)
- Not Suitable for Children, regia di Peter Templeman (2012)
- The King Is Dead!, regia di Rolf de Heer (2012)
- Generation Um..., regia di Mark Mann (2012)
- Charlie's Country, regia di Rolf de Heer (2013)
- The Little Death, regia di Josh Lawson (2014)
- The Hallow, regia di Corin Hardy (2015)
- Beyond Skyline, regia di Liam O'Donnell (2017)
- Tonya (I, Tonya), regia di Craig Gillespie (2017)
- Malicious, regia di Michael Winnick (2018)
- Birds of Prey e la fantasmagorica rinascita di Harley Quinn (Birds of Prey and the Fantaboulus Emancipation of One Harley Quinn), regia di Cathy Yan (2020)

### Televisione
- Heartbreak High – serie TV, episodio 6x29 (1997)
- Wildside – serie TV, episodi 1x29, 2x19 (1998-1999)
- Big Sky – serie TV, episodio 2x11 (1999)
- Murder Call – serie TV, episodio Le macchine dei peccati (1999)
- All Saints – serie TV, episodio 2x43 (1999)
- Water Rats – serie TV, episodio 5x1 (2000)
- Marking Time - miniserie TV (2003)
- The Cooks – serie TV, 13 episodi (2004-2005)
- BlackJack: At The Gates, regia di Peter Andrikidis - film TV (2006)
- Satisfaction – serie TV, 20 episodi (2007-2009)
- Rake – serie TV, 13 episodi (2014)
- Casanova, regia di Jean-Pierre Jeunet - film TV (2015)
- Agatha, regia di Jace Alexander - film TV (2015)
- Shameless – serie TV, 6 episodi (2015)
- Westworld - Dove tutto è concesso (Westworld) – serie TV, episodio 1x03 (2016)
- Instinct – serie TV, 24 episodi (2018-2019)
- Operation Buffalo – miniserie TV, 6 episodi (2020)
- Chicago P.D. – serie TV (2024-in corso)

## Doppiatrici italiane
Nelle versioni in italiano delle opere in cui ha recitato, Bojana Novaković è stata doppiata da:
- Ilaria Latini in Devil, Tonya
- Domitilla D'Amico in Fuori controllo
- Francesca Manicone in Rake
- Chiara Gioncardi in Instinct
- Paola Majano in Shameless
- Veronica Puccio in Westworld - Dove tutto è concesso
- Chiara Oliviero in Chicago PD

## Riconoscimenti
- 2004 – Australian Film Institute Awards – Best Actress in a Leading Role in a Television Drama or Comedy per Marking Time[2]
- 2010 – Australian Film Institute Awards – Candidatura Miglior attrice internazionale per Fuori controllo